# Fedor von Winckler
Fedor von Winckler (* 25. August 1813 in Mogwitz; † 15. März 1895 in Dresden) war ein preußischer Generalleutnant.

## Leben

### Herkunft
Fedor war ein Sohn des preußischen Kapitäns Aloysius von Winckler (1778–1830) und dessen zweiter Ehefrau Frederike, geborene Freiin von Rottenburg (1788–1863). Sein Vater war Ritter des Eisernen Kreuzes II. Klasse und Herr auf Mogwitz. Am 23. Oktober 1823 war die Familie Winckler in den erblichen preußischen Adelsstand erhoben worden.

### Militärkarriere
Winckler besuchte die Gymnasien in Glatz und Neiße. Nach seinem Abschluss trat er am 1. Dezember 1830 als Musketier in das 23. Infanterie-Regiment der Preußischen Armee ein und avancierte bis Mitte März 1833 zum Sekondeleutnant. Ab Oktober 1837 lehrte er für ein Jahr Geschichte an der Divisionsschule der 12. Division in Neiße. Vom 13. Mai 1843 bis zum 1. Juni 1859 erfolgte seine Kommandierung als Adjutant des I. Bataillons im 23. Landwehr-Regiment. Winckler stieg Ende Juni 1852 zum Hauptmann auf, wurde als Begleiter des Fürsten Karl Anton von Hohenzollern-Sigmaringen kommandiert und bereiste mit ihm vom 1. September 1852 bis zum 30. April 1853 Italien. Am 14. Juni 1859 wurde er zum Major befördert und am 1. Juli 1859 als Kommandeur des III. Bataillons im 22. Landwehr-Regiments nach Ratibor versetzt. Am 8. Mai 1860 wurde er als Bataillonsführer zum 22. kombinierten Infanterie-Regiment kommandiert, aus dem zum 1. Juli 1860 das 3. Oberschlesische Infanterie-Regiment Nr. 62 hervorging. Winckler erhielt das Kommando über das Füsilier-Bataillon und war vom 1. August 1863 bis zum 3. August 1864 an die polnische Grenze kommandiert. In dieser Zeit wurde er am 25. Juli 1864 Oberstleutnant und am 29. April 1865 mit dem Sankt-Stanislaus-Orden II. Klasse ausgezeichnet.
Während des Deutschen Krieges war Winckler beim Korps der Generale Stolberg und von Knobelsdorff. Am 30. Oktober 1866 wurde er zum Kommandeur des neuerrichteten Infanterie-Regiments Nr. 84 in Flensburg ernannt und am 31. Dezember 1866 mit Patent vom 30. Oktober 1866 zum Oberst befördert. Im Krieg gegen Frankreich führte er sein Regiment in den Schlachten bei Colombey, Vionville, Gravelotte und Noisseville sowie der Belagerung von Metz. Am 20. September 1870 wurde Winckler als Führer der 1. Brigade zur Großherzoglich Hessischen Division kommandiert. Nach der Schlacht von Orléans verantwortete er die Führung aller Truppen auf dem linken Ufer der Loire.
Ausgezeichnet mit beiden Klassen des Eisernen Kreuzes wurde Winckler nach dem Friedensschluss am 20. Juni 1871 unter Belassung in seinem Kommando zu den Offizieren von der Armee versetzt und am 18. August 1871 zum Generalmajor befördert. Mit der Militärkonvention zwischen dem Großherzogtum Hessen und Preußen erfolgte am 1. Januar 1872 seine Ernennung zum Kommandeur der 49. Infanterie-Brigade. Daran schloss sich am 12. Oktober 1872 eine Verwendung als Kommandant von Königsberg an. Unter Verleihung des Roten Adlerordens II. Klasse mit Eichenlaub wurde er am 16. Oktober 1873 mit Pension zur Disposition gestellt. Nach seiner Verabschiedung erhielt Winckler am 12. Dezember 1876 den Charakter als Generalleutnant und starb am 15. März 1895 in Dresden, wo er auch beigesetzt wurde.

### Familie
Winckler heiratete am 18. Mai 1846 in Treppeln Marie Freiin von Rheinbaben (1817–1909), eine Schwester des Generals der Kavallerie Albert von Rheinbaben. Das Paar hatte mehrere Kinder:
- Egmont (1847–1913), preußischer Major a. D. und Gesandter in Mexiko

⚭ 1873 Agnes von Bülow (1841–1884), geschiedene von Ruville
⚭ 1897 Elisabeth von Ascheberg (* 1854), verwitwete Heinrich von Reitzenstein (1838–1894), bayrischer Oberst a. D.
- Arnold (1856–1937), preußischer General der Infanterie ⚭ Wanda von Walcke-Schuldt (1869–1945)